# Armand Forchério
Armand Forchério (* 1. März 1941) ist ein ehemaliger monegassischer Fußballspieler, der von 1961 bis 1972 als Verteidiger für den AS Monaco spielte. Anschließend leitete er den Verein von 1976 bis 1977 und wurde der erste und einzige monegassische Trainer in der Vereinsgeschichte.

## Leben und Karriere

### Spielerkarriere
Armand Forchério begann seine Karriere beim AS Monaco und wurde 1961 von der Reserve in die erste Mannschaft befördert. In seiner ersten Saison absolvierte er 23 Ligaspiele. Sein Profidebüt gab Forchério am 22. August 1961 im Finale des französischen Supercup gegen den CS Sedan, das er mit 2:1 in der Verlängerung gewann.
In der Saison 1962/63 erzielte er mit dem AS Monaco das Double, bestehend aus dem Gewinn des französischen Pokals (Coupe de France) und der französischen Meisterschaft. Durch diesen Erfolg qualifizierte sich der Verein für den Europapokal der Landesmeister, in dem Forchério gegen AEK Athen spielte.

### Trainerkarriere
Nach dem Ende seiner Spielerkarriere wurde Forchério von 1976 bis 1977 Trainer der ersten Mannschaft des AS Monaco. Er ist damit der erste und einzige monegassische Trainer in der Vereinsgeschichte. Später übernahm er das Traineramt beim französischen Fußballverein AC Arles-Avignon.

## Erfolge
- Französischer Superpokal: 1961
- Französischer Meister: 1962/63
- Französischer Pokalsieger: 1962/63